# Гізела Косса
Гізела Косса (17 червня 1999) — мозамбіцька плавчиня. Учасниця Чемпіонату світу з водних видів спорту 2017, де в попередніх запливах на дистанції 50 метрів на спині посіла 58-ме місце і не потрапила до півфіналів.